# Slovenska hokejska liga
Slovenska hokejska liga je nejvyšší profesionální hokejovou ligou ve Slovinsku. 

## Historie
Slovinská liga byla založena v roce 1991 kdy si po rozpadu Jugoslávie založili slovinské týmy svou vlastní soutěž. Jako v jugoslávské lize i po té ve slovinské lize dominovaly HK Acroni Jesenice a HDD Olimpija Ljubljana, a po té jejich nástupnické týmy HDD Jesenice a HK Olimpija. Po založení Slohokej ligy v roce 2009 se z ní stal v letech 2009–2012 krátký turnaj na konci sezóny mezi slovinskými týmy účastnícími se EBEL a Slohokej ligy. V současnosti hrají ligu zbylé slovinské týmy, a na play off se připojí i týmy z ICE Hockey League a Alps Hockey League aby bojovaly o titul slovinského mistra. Slovinská liga je krátká hlavně pro určení slovinského mistra (2022/23 jen 6 zápasů a play off), a proto týmy které nehrají v rakouském systému hrají International Hockey League s chorvatskými a srbskými kluby, kterou pořádá Slovinský hokejový svaz.

## Týmy sezóny 2023/2024
| Tým                     | Město    | Stadion                      | Kapacita |
| ----------------------- | -------- | ---------------------------- | -------- |
| HK Olimpija             | Lublaň   | Hala Tivoli Lublaň           | 7000     |
| HDD Sij Acroni Jesenice | Jesenice | Dvorana Podmežakla Jesenice  | 5500     |
| HK Celje                | Celje    | Ledena dvorana Golovec Celje | 1500     |
| HK Slavija Ljubljana    | Lublaň   | Dvorana Zalog Lublaň         | 800      |
| HK Triglav Kranj        | Kranj    | Aréna Zlato Polje Kranj      | 1000     |
| HDK Stavbar Maribor     | Maribor  | Ledná Dvorana Tábor Maribor  | 3000     |

## Vítězové
| Sezóna | Mistr                   |
| ------ | ----------------------- |
| 1992   | HK Acroni Jesenice      |
| 1993   | HK Acroni Jesenice      |
| 1994   | HK Acroni Jesenice      |
| 1995   | HK Olimpija             |
| 1996   | HK Olimpija             |
| 1997   | HK Olimpija             |
| 1998   | HK Olimpija             |
| 1999   | HK Olimpija             |
| 2000   | HK Olimpija             |
| 2001   | HK Olimpija             |
| 2002   | HK Olimpija             |
| 2003   | HK Olimpija             |
| 2004   | HK Olimpija             |
| 2005   | HK Acroni Jesenice      |
| 2006   | HK Acroni Jesenice      |
| 2007   | HK Olimpija             |
| 2008   | HK Acroni Jesenice      |
| 2009   | HK Acroni Jesenice      |
| 2010   | HK Acroni Jesenice      |
| 2011   | HK Acroni Jesenice      |
| 2012   | HDD Olimpija Ljubljana  |
| 2013   | HDD Olimpija Ljubljana  |
| 2014   | HDD Olimpija Ljubljana  |
| 2015   | HDD Jesenice            |
| 2016   | HDD Olimpija Ljubljana  |
| 2017   | HDD Jesenice            |
| 2018   | HDD Jesenice            |
| 2019   | HK Olimpija             |
| 2020   | bez vítěze              |
| 2021   | HDD Sij Acroni Jesenice |
| 2022   | HK Olimpija             |
| 2023   | HK Olimpija             |

## Počty titulů
| Klub                   | Tituly | Vítězné ročníky                                                                          |
| ---------------------- | ------ | ---------------------------------------------------------------------------------------- |
| HDD Olimpija Ljubljana | 15     | 1995, 1996, 1997, 1998, 1999, 2000, 2001, 2002, 2003, 2004, 2007, 2012, 2013, 2014, 2016 |
| HK Acroni Jesenice     | 9      | 1992, 1993, 1994, 2005, 2006, 2008, 2009, 2010, 2011                                     |
| HDD Jesenice           | 4      | 2015, 2017, 2018, 2021                                                                   |
| HK Olimpija            | 3      | 2019, 2022, 2023                                                                         |